# Wencheng
Wencheng (chiń. upr. 文成公主; pinyin Wénchéng Gōngzhǔ; tyb. མུན་ཆང་ཀུང་ཅོ, Wylie Mun chang kung co; ur. 625, zm. 680) – chińska księżniczka, żona króla Tybetu Songcena Gampo, której przypisuje się sprowadzenie buddyzmu do tego kraju i która stała się symbolem relacji chińsko-tybetańskich.

## Systemheqin
Od czasów dynastii Han małżeństwa chińskich księżniczek z władcami państw ościennych, zwane heqin („małżeństwo dla pokoju”), były, obok systemu trybutarnego istotnym elementem chińskiej polityki granicznej. Ich uzasadnienie było dwojakie: po pierwsze, na obcym tronie miał zasiąść władca chińskiego pochodzenia, potencjalnie mniej chętny do atakowania ojczyzny matki; po drugie – księżniczce towarzyszyła liczna świta, rzemieślników i uczonych, zaznajamiających „barbarzyńców” z chińskimi osiągnięciami i tym samym ich „cywilizując”. Polityka ta bywa interpretowana jako objaw chwilowej słabości Chin (które nie będąc w stanie militarnie zmusić sąsiadów do uznania formalnego zwierzchnictwa w ramach systemu trybutarnego, musiały ich w ten sposób „obłaskawiać”) lub jako przeniesienie chińskiej polityki rodzinno-klanowej na poziom międzynarodowy.

## Tło historyczne
Po swoim wstąpieniu na tron Songcen Gampo dokonał zjednoczenia Tybetu i przeniósł stolicę do Lhasy. W 634 Tangowie sprzymierzeni z plemionami tureckimi pobili zagrażające ich północno-zachodniej flance ludy Tuyuhun. W tym samym roku Tybetańczycy wysłali do Chin misję dyplomatyczną (według chińskich kronik: „trybutarną”), domagając się małżeństwa z księżniczką chińską, podobnie jak Turcy i Tuyuhun. Chińczycy odpowiedzieli wysyłając ambasadora, odmawiając wszakże przymierza i małżeństwa. W odwecie w latach 637–638 Tybetańczycy pobili Tuyuhun i plemiona qiangowskie wokół jeziora Kuku-nor (Qinghai), uważając, że chińska odmowa jest wynikiem ich intryg; następnie oblegli pograniczne miasto Songzhou i ponowili żądania, popierając je groźbami. Odparci, wycofali się ze stratami, ale Tangowie, mając do czynienia z nowym, silnym przeciwnikiem w 641 r. zgodzili się na małżeństwo. Pierwotna odmowa chińska mogła mieć związek ze zmianą rządów w państwie Tuyuhun na pro-chińskie; późniejsza zgoda była prawdopodobnie związana z tybetańskim pokazem siły.
Wcześniej Songcen Gampo zawarł małżeństwo z nepalską księżniczką Bhrikuti Dewi. Za sprawą jej i Wencheng, do Tybetu zaczął przenikać buddyzm. Wencheng przeżyła swego męża o kilkanaście lat, do końca prowadząc korespondencję i utrzymując kontakty z dworem tangowskim, mimo że pod koniec jej życia Tybet bezpośrednio konkurował z Chinami w Azji Środkowej.

## Znaczenie
Dowody na to, że jej działalność (mająca, jak wszystkie heqin, charakter „misji kulturalnej”) miała wielką wagę religijną są ograniczone. W 648 r. Tybetańczycy interweniowali zbrojnie na rzecz chińskiego wysłannika do Indii (który tam także odwiedził kilka miejsc kultu buddyjskiego), ale nie wiadomo, czy akcja ta miała jakikolwiek związek z religią, lub osobą księżniczki. Prawdopodobnie większy wpływ na rozprzestrzenienie się buddyzmu miała tybetańska ekspansja w Gansu i południowej części Kotliny Tarymskiej, gdzie religia ta była już silnie zakorzeniona. Ostatecznie w buddyzmie i kulturze tybetańskiej wpływy indyjskie przeważyły nad chińskimi, ale postać księżniczki obrosła legendami, a jej życie i działalność są obiektem bardzo różnych są interpretacji, a także narzędziem propagandy politycznej.

### Interpretacje tybetańskie
Dla autorów tybetańskich najważniejszy jest religijny aspekt jej działalności. W tybetańskich legendach Songcen Gampo jest reinkarnacją Awalokiteśwary, a jego obie żony – bogini Tary.
Autorzy zgadzają się, że obie księżniczki przywiodły ze sobą znaczne orszaki, oraz przywiozły posągi Buddy. Wywodząca się z religijnie inspirowanych kronik tybetańskich interpretacja twierdzi, że pozyskanie tych posągów było głównym celem zagranicznych małżeństw króla. Z księżniczkami wiąże się budowę dwóch ważnych świątyń, Dżokhang i Ramocze, w celu pomieszczenia owych figur. Wraz z dwunastoma innymi świątyniami miały one stworzyć „sieć”, która spętała demonicę, reprezentującą pierwotne siły ziemi tybetańskiej. Wencheng miała wykorzystać swoją znajomość feng shui w planowaniu tych i innych świątyń w Tybecie. Ma być przede wszystkim związana ze świątynią Ramoche, podczas gdy Bhrikuti – z Dżokhang.
Autorzy zachodni o orientacji pro-tybetańskiej nie poświęcają postaci Wencheng zbyt wielkiej wagi, traktując ją jako jedno z pięciu politycznych małżeństw Songcena Gampo. Zaznaczają oni natomiast równorzędność stosunków Tuba-Tang i potęgę militarną państwa tybetańskiego (jak Smith, który zaznacza obecność nad chińską granicą 200 tysięcznej armii Songcena).

### Interpretacje chińskie
Zupełnie inne jest podejście autorów chińskich i pro-chińskich. Tu Wencheng urasta do symbolu cywilizacyjnej, dobroczynnej misji Chin i sięgających daleko w przeszłość związków krwi w obrębie „narodu chińskiego” (zhonghua minzu, którego Tybetańczycy i ludy Azji Centralnej także są częścią).
Chińskie kroniki dynastyczne opisywały świat w kategoriach sinocentrycznych, określając np. wszystkie misje mianem trybutarnych. Według Kroniki Dynastii Tang, po odparciu ich pierwszego natarcia, pobici Tybetańczycy mieli odczekać kilka lat, i ponownie zwrócić się do Chin, przepraszając i prosząc o sojusz. Misję tybetańskiego ministra Gar Tongcana, który przybył by eskortować księżniczkę do Tybetu, traktują jako trybutarną, a bogate dary – jako daninę, uznając, że zawierając związek z chińską księżniczką, król Tybetu przyjął chińskie zwierzchnictwo.
Współczesne interpretacje chińskie pomijają militarny aspekt kampanii, a w szczególności groźby tybetańskie (lub zaprzeczają im wprost). Chwalą Songcena Gampo, „że choć pochodził z klasy posiadaczy niewolników, miał otwarty umysł; pociągała go doświadczona, zaawansowana kultura chińska; w odróżnieniu od sobie współczesnych, nie chciał opierać się na starych metodach produkcji, lecz użył swych możliwości, by wprowadzić bardziej zaawansowaną kulturę, głównie i przede wszystkim – hanowską”. Także niektórzy zachodni autorzy przyjmują ten punkt widzenia twierdząc, że „księżniczka Wencheng przywiozła ze sobą przedmioty kultu religijnego i przypisuje się jej wprowadzenie do Tybetu masła, herbaty, sera, jęczmienia, piwa, wiedzy medycznej i astrologicznej. Mówi się, że to pod jej wpływem minister Thonmi Sambhota zastał wysłany do Kaszmiru i przywiózł alfabet do zapisu języka tybetańskiego”. Miała też przekonać króla o wyższości chińskiego jedwabiu nad barbarzyńskimi skórami i do zaniechania, obrzydliwego jej zdaniem, zwyczaju malowania twarzy czerwoną ochrą.
Księżniczka odegrała też rolę polityczną podczas wielkiego skoku naprzód i sprowokowanego przezeń powstania tybetańskiego w 1959 r. Premier Zhou Enlai zlecił Tian Hanowi napisanie o niej sztuki, promującej jedność narodową na przykładzie „małżeństw dla pokoju”. W pierwszej wersji księżniczka bierze udział w walce klasowej tybetańskich chłopów pańszczyźnianych i obszarników, i choć nie udaje się jej ustrzec chłopki przed wyłupieniem oczu, oburzona takim okrucieństwem, skłania króla do zarzucenia takich obyczajów i uczenia się od wyższej kultury chińskiej. Premier Zhou uznał tak zdecydowany triumf kultury chińskiej za nazbyt „antagonizujący” i Tian Han przepisał sztukę: w ostatecznej wersji, Songcen Gampo zwalcza „niektórych nacjonalistów tybetańskich” i zawiera szczęśliwe małżeństwo, wzmacniające jedność między narodami chińskim i tybetańskim.
Funkcję symbolu jedności chińsko-tybetańskiej pełni Wencheng po dziś dzień, np. sztukę o jej małżeństwie wystawiano z okazji czterdziestolecia Tybetańskiego Regionu Autonomicznego.